# Alex Suárez (baloncestista)
Alejandro Suárez Castro (Mahón, España, 27 de septiembre de 1993) es un baloncestista español que mide 2,05 metros y cuyo equipo es el Real Betis Baloncesto de la Liga LEB Oro. Es un ala-pívot que suele jugar abierto debido a que tiene un gran tiro exterior.

## Carrera deportiva
Nacido en Menorca, llegó al Joventut de Badalona con 16 años procedente de la Escuela de Tecnificación Balear. Formado en las categorías inferiores de la Salle Mahón, ha sido un habitual en las categorías inferiores de la selección española, consiguiendo numerosas medallas.
Su debut en la liga ACB fue testimonial pero significativo ya que fue en la isla que le vio nacer. Pepu Hernández le dio 40 segundos el 30 de enero de 2011 en un Menorca-Fiatc Joventut en el que el exseleccionador dispuso de siete canteranos. En verano de 2015, ficha por el  Real Madrid y es cedido al Club Basket Bilbao Berri para la temporada 2015-2016, regresando al final de dicha temporada a las filas del  Real Madrid.
En julio de 2020, se convierte en jugador del Monbus Obradoiro de la Liga Endesa.
El 6 de agosto de 2024, firma por el Real Betis Baloncesto de la Liga LEB Oro.

## Trayectoria
- Categorías inferiores de la Escuela de Tecnificación Balear y del Joventut de Badalona.
- CB Prat  (2011-2013)
- Joventut de Badalona (2013-2015)
- Club Basket Bilbao Berri (2015-2016)
- Real Madrid de Baloncesto (2016-2017)
- Tecnyconta Zaragoza (2017-2018)
- Sport Lisboa e Benfica (2018-2019)
- Iberostar Tenerife (2019-2020)
- Monbus Obradoiro (2020-2024)
- Real Betis Baloncesto (2024-)